# Sjöpaviljongen, Alviks Strand

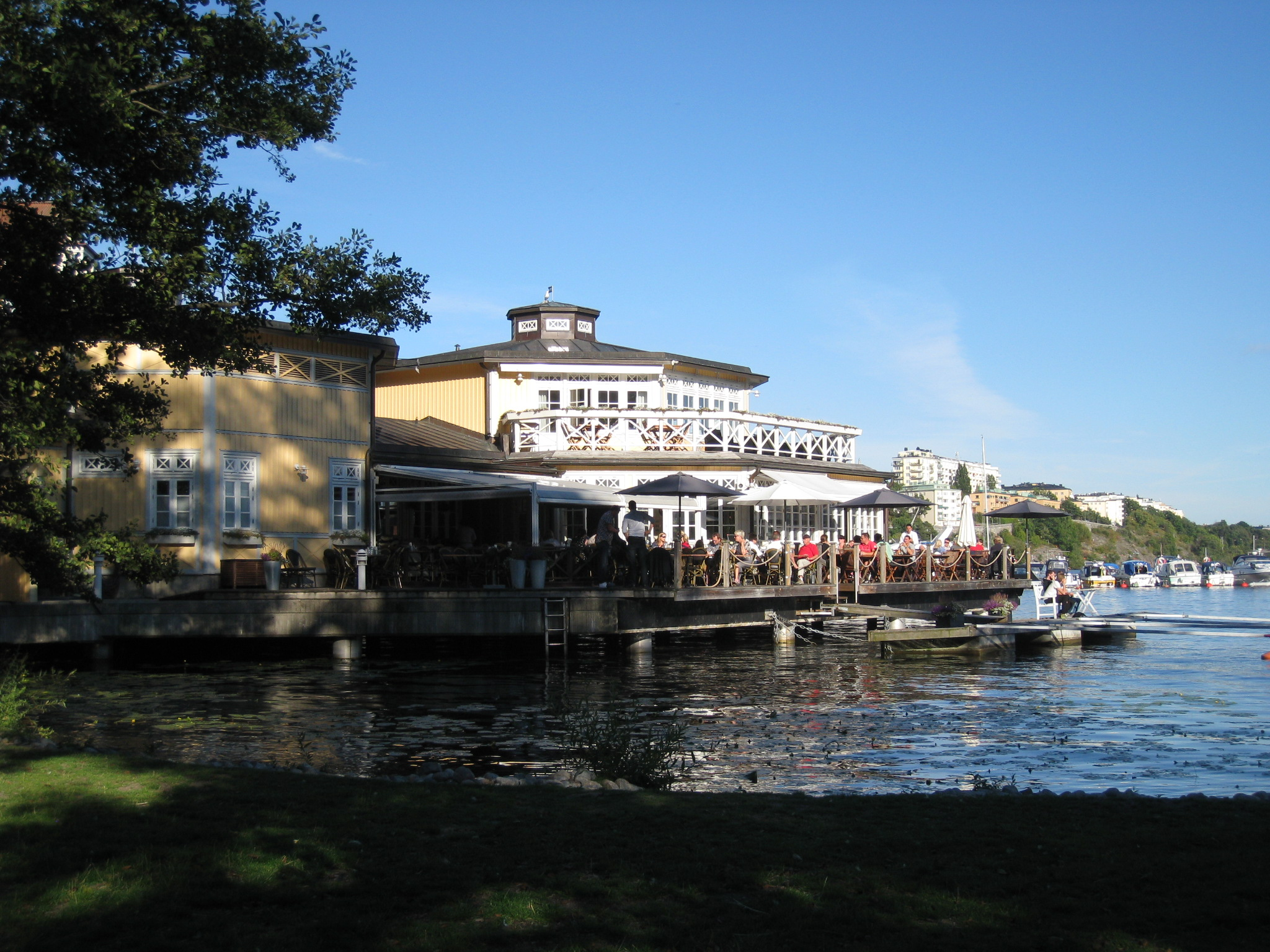
Restaurang Sjöpaviljongen.

Sjöpaviljongen är en restaurang vid Alviks Strand med adress Tranebergs strand 4 i stadsdelen Alvik, på gränsen till Tranebergs strand i stadsdelen Traneberg i Bromma i västra Stockholm.

## Restaurangen
Restaurangen ligger nere vid Mälarstranden i Alvik, där bostadsområdet Tranebergs strand i Traneberg ligger. Bostadsområdet färdigställdes 1994-1995 och bostadsområdet och restaurangen byggdes samtidigt av Anders Bodin Fastigheter. Restaurang Sjöpaviljongen byggdes som en modern efterföljare till gamla tiders sjökrogar och den byggdes på pålar med pålgrundläggning ute i vattnet. Paviljongen fick en lätt träkonstruktion med drag av 1870-talet, som påminde om Äppelvikens äldre bebyggelse. Anläggningen har en egen båtbrygga, där man kan lägga till vid besök på restaurangen.
Sjöpaviljongen serverar à la carte-meny, värdshuslunch, barnmeny och bröllopsmenyer. På övre våningen finns en festvåning. Sjöpaviljongen ingår i Melanders Group som ägs av Patrik Lundstedt, Ulf Barkman och bröderna Erik och Nils Molinder som även driver bland annat Konstnärsbaren, Wärdshuset Ulla Winbladh och Edsbacka Wärdshus.

## Bilder

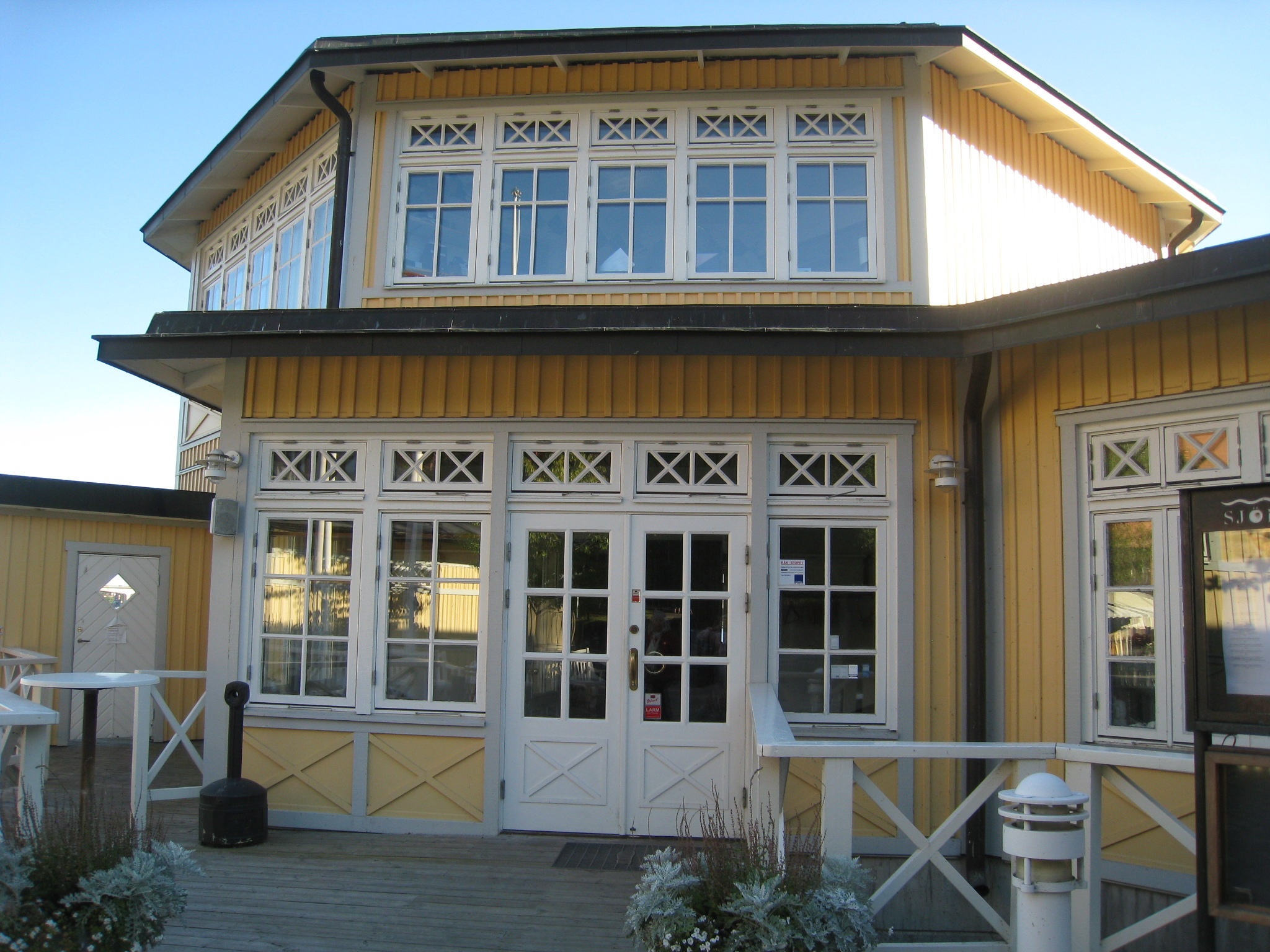
Entré.
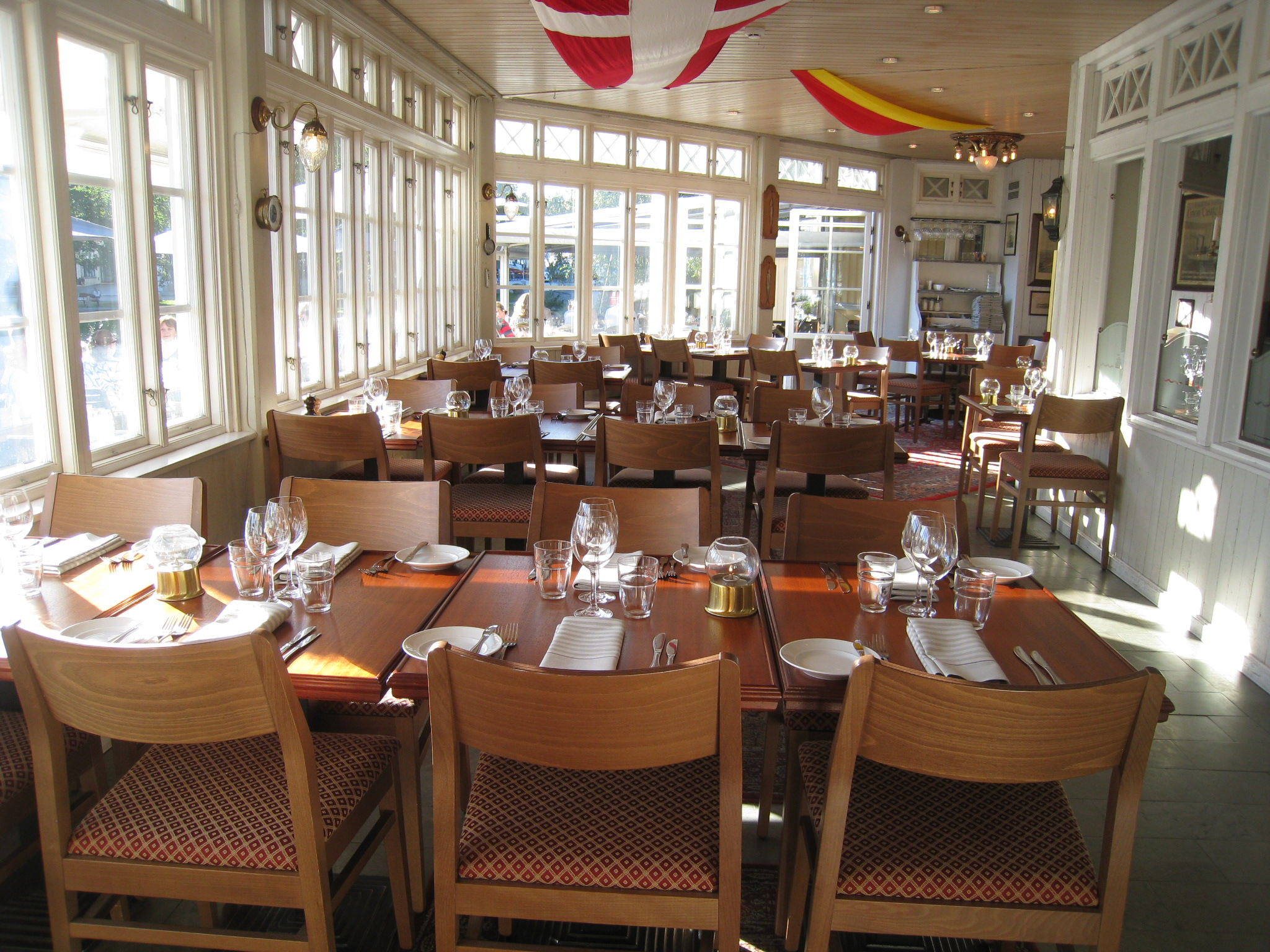
Interiör.
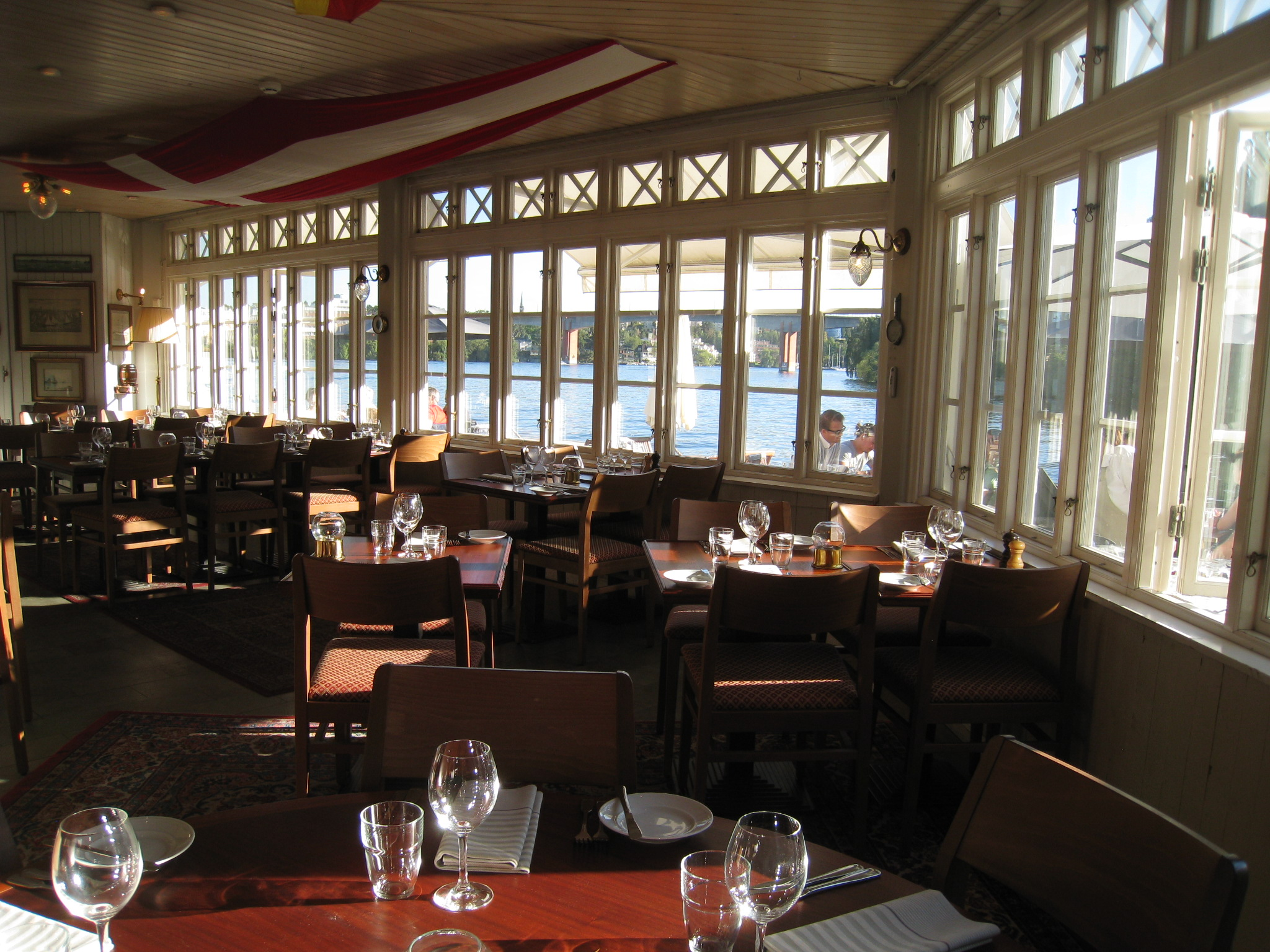
Interiör.
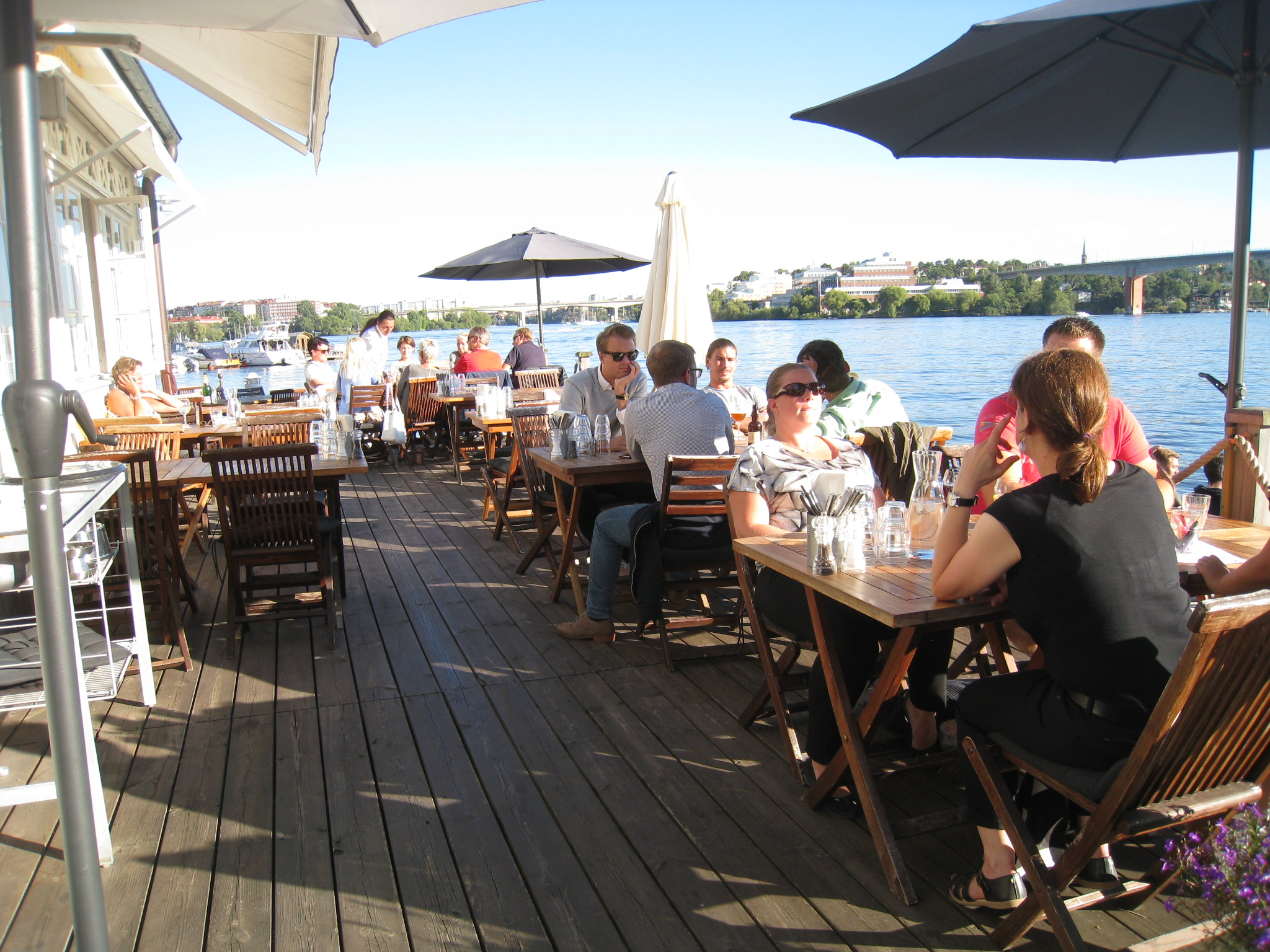
Sjöpaviljongens utebrygga.